# Falla N’Doye
Falla N’Doye (* 4. März 1960, Senegal) ist ein ehemaliger senegalesischer Fußballschiedsrichter. Ab 1993 war er Fußballschiedsrichter und pfiff ab 1995 Länderspiele. N’Doye nahm als Schiedsrichter an den Afrikameisterschaften 1998, 2000, 2002 und 2004 sowie der Weltmeisterschaft 2002 teil, wo er die Partie Saudi-Arabien gegen Irland pfiff.